# Championnat de Tunisie de football 1950-1951
 (mars 2017).
Si vous disposez d'ouvrages ou d'articles de référence ou si vous connaissez des sites web de qualité traitant du thème abordé ici, merci de compléter l'article en donnant les références utiles à sa vérifiabilité et en les liant à la section « Notes et références ».
Navigation
Saison précédente Saison suivante
La saison 1950-1951 du championnat de Tunisie de football est la cinquième édition de la première division tunisienne à poule unique qui se dispute au niveau national, le championnat d'excellence. Les douze meilleurs clubs tunisiens jouent les uns contre les autres à deux reprises durant la saison, à domicile et à l'extérieur.
Cette année, le titre est remporté pour la première fois par le Club sportif de Hammam Lif, qui réussit même le doublé pour sa première saison au sein de l'élite nationale, le club étant déjà quadruple tenant de la coupe, son premier titre ayant été remporté alors qu'il évoluait en cinquième division. Son attaque frappe fort en marquant 77 buts dont 12-0 contre le Patrie Football Club bizertin, 7-1 et 8-0 contre le Club sportif gabésien et 8-0 contre le Club africain.

## Clubs participants
| - Association sportive française - Club africain - Club athlétique bizertin - Club sportif de Hammam Lif - Club sportif gabésien - Club tunisien | - Espérance sportive de Tunis - Étoile sportive du Sahel - Patrie Football Club bizertin - Patriote de Sousse - Sfax railway sport - Union sportive de Ferryville |

## Classement
Le classement de la saison se compose comme suit :
| Rang | Équipe                         | Pts | J  | G  | N | P  | Bp | Bc | Diff |
| ---- | ------------------------------ | --- | -- | -- | - | -- | -- | -- | ---- |
| 1    | Club sportif de Hammam Lif     | 59  | 22 | 17 | 3 | 2  | 77 | 13 | +64  |
| 2    | Espérance sportive de Tunis    | 50  | 22 | 12 | 4 | 6  | 45 | 27 | +18  |
| 3    | Club athlétique bizertin       | 50  | 22 | 11 | 6 | 5  | 42 | 31 | +11  |
| 4    | Patrie Football Club bizertin  | 50  | 22 | 13 | 2 | 7  | 50 | 46 | +4   |
| 5    | Club tunisien                  | 46  | 22 | 9  | 6 | 7  | 43 | 35 | +8   |
| 6    | Étoile sportive du Sahel       | 45  | 22 | 8  | 7 | 7  | 39 | 36 | +3   |
| 7    | Sfax railway sport             | 43  | 22 | 9  | 3 | 10 | 36 | 42 | -6   |
| 8    | Club africain                  | 42  | 22 | 9  | 2 | 11 | 46 | 43 | +3   |
| 9    | Patriote de Sousse             | 39  | 22 | 8  | 1 | 13 | 31 | 43 | -12  |
| 10   | Union sportive de Ferryville   | 37  | 22 | 6  | 3 | 13 | 32 | 55 | -23  |
| 11   | Association sportive française | 36  | 22 | 4  | 6 | 12 | 33 | 49 | -16  |
| 12   | Club sportif gabésien          | 31  | 22 | 3  | 3 | 16 | 22 | 75 | -53  |

- 1er : champion de Tunisie et de la division d'excellence, qualification pour le championnat d'Afrique du Nord 1954-1955
- 2e : vice-champion de Tunisie et de la division d'excellence
- 12e : relégué et rétrogradé en division d'honneur

## Meilleurs buteurs
- Mejri Henia (CSHL) et Boubaker Haddad (CAB) : 19 buts
- Providente (PFCB) : 17 buts
- Taoufik Ben Slama (CT) : 14 buts
- Alphonse Cassar, alias Fanfan Cassar (CSHL) : 11 buts
- Mustapha Bsaïes (CSHL), Youssef Gabsi (CA) et Hédi Feddou (EST) : 10 buts
- Charles Cimalando (PS) et Béchir Jerbi (ESS) : 9 buts

## Tournoi d'accession
Les champions des différentes poules de la division d'honneur sont :
- Poule Nord : Olympique de Tunis
- Poule Centre : Jeunesse sportive kairouanaise
- Poule Sud : Union sportive gabésienne
- Poule Sud-Ouest : Sporting Club de Gafsa

À l'issue d'un tournoi triangulaire, le Sporting Club de Gafsa remporte les barrages du Centre et du Sud mail il perd contre  l'Olympique de Tunis qui accède en division d'excellence en gagnant par 2-0 et 6-3.

## Champion
- Dirigeants :
  - Président effectif : Slaheddine Bey
  - Président délégué : Khaireddine Azzouz
  - Vice-président : Ezzeddine Belhouane
  - Secrétaire général : Mohamed Bendana
  - Secrétaire général adjoint : Mongi Afchar
  - Trésorier : Mokhtar Ben Salah
  - Secrétaire administratif : Hédi Khemissi
- Entraîneur : Marc Orsoni
- Joueurs[3] : Abdelhafidh Bazine et Abdessalem Kraïem (GB), Ahmed Azzouna, Diego Luccia, Mustapha Mennaoui, Compiano, Aissa Barka, Ali Zgouzi, Gaetano Chiarenza, Mustapha Bsaïes, Brahim, Ali Ben Jeddou, Alphonse Cassar, Néné Cassar, Salvo Luccia, Bouchioua, Mejri Henia